# Contea di Minhou
La contea di Minhou (闽侯县S, MǐnhòuP) è una contea della Cina, situata nella provincia del Fujian.